# A Love Extreme
A Love Extreme is het debuutalbum van de uit North Carolina afkomstige tekstdichter en componist Benji Hughes. Het is uitgebracht op 22 juli 2008 door New West Records. A Love Extreme is opgenomen en voor het grootste deel ook geschreven in Californië en wordt onder andere vergeleken met Modern Guilt van Beck.

## Tracks
- Alle nummers zijn geschreven door Benji Hughes en Keith Ciancia, tenzij anders aangegeven.

### Cd 1
1. "I Am You, You Are Me, We Are One" (Fred Carlin)
2. "Tight Tee Shirt"
3. "You Stood Me Up"
4. "Neighbor Down the Hall"
5. "Waiting for an Invitation" (Benji Hughes)
6. "Cornfields"
7. "Why Do These Parties Always End the Same Way?"
8. "Where Do Old Lovers Go?"
9. "Do You Think They Would Tell You?"
10. "All You've Got to Do Is Fall in Love" (Benji Hughes)
11. "Mmmmmmm"

### Cd 2
1. "Even If"
2. "Girl in the Tower"
3. "Vibe So Hot" (Benji Hughes)
4. "So Well"
5. "The Mummy" (Benji Hughes; Gus Seyffert)
6. "Love Is a Razor" (Benji Hughes)
7. "I Went with Some Friends to See the Flaming Lips" (Benji Hughes)
8. "Coyotes"
9. "Ladies on Parade"
10. "Jubalee" (Benji Hughes)
11. "So Much Better" (Benji Hughes)
12. "Love on a Budget"
13. "Lyegue"
14. "Baby, It's Your Life!"

## Musici
Benji Hughes en Keefus Ciancia spelen alle instrumenten zelf, behalve:
- Gus Seyffert - basgitaar op cd 1, tracks 5, 7, en 10; cd 2, tracks 3, 5, 6, 7, 10, 11; drumstel en zang op cd 2, track 5; drumstel op cd 2, track 10
- Jonathan Wilson - gitaar op cd 2, track 3
- Barbara Gruska - drumstel op cd 2, tracks 3 en 14
- Bram Inscore - toetsen op cd 2, track 6
- Jade Vincent - zang op cd 1, track 9
- Joey Waronker - drumstel op cd 1, tracks 2, 3, 5 en 10
- Mike Andrews - gitaar op cd 1, tracks 5 en 10
- Morgan Nagler - zang op cd 1, track 8 en cd 2, track 14
- Jay Bellerose - drumstel op cd 2, tracks 7 en 11
- Aaron Robinson - gitaar op cd 2, track 6